# Južni zhuang (jezik)
Južni zhuang jezik (ISO 639-3: ccy), nekadašnji tai jezik danas podijeljen na 5 jezika koji se govore u Kini, to su:
- Zhuang, Dai [zhd]
- Zhuang, Nong [zhn]
- Zhuang, Yang [zyg]
- Zhuang, Yongnan [zyn]
- Zhuang, Zuojiang [zzj]

## Vanjske poveznice
- Ethnologue (14th)
- Ethnologue (15th)